# Agguato di Bi'r Ma'una
L'agguato di Biʾr Maʿūna, o spedizione di Biʾr Maʿūna (in arabo سرية بئر معونة‎?, Sariyya Biʾr Maʿūna) fu un tranello teso ai musulmani nel luglio-agosto del 625 (Safar dell'anno 4 dell'Egira) presso il pozzo della località di Maʿūna, dai beduini B. Sulaym di ʿĀmir b. al-Ṭufayl, facenti capo alla tribù dei B. ʿĀmir b. Ṣaʿṣaʿa di Abū Barāʾ.

## Antefatti
Abū Barāʾ ʿĀmir b. Mālik b. Jaʿfar, detto Mulāʿib al-asinna (Colui che gioca con le lance), aveva invitato Maometto a inviare presso di lui, accampato nei tradizionali territori della sua tribù, tra La Mecca e Medina, un gruppo di musulmani che spiegasse il Corano ai componenti della sua gente, devota ai culti ancestrali del politeismo enoteistico.
I qurrāʾ (persone specializzate nella recitazione e nell'esegesi di massima del Testo Sacro islamico) furono però aggredite a tradimento nella località del pozzo di Maʿūna e proditoriamente massacrati dai membri dei B. ʿUṣayya, Riʿl e Dhakwān b. Thaʿlaba, clan tutti dei Sulaym, il cui capo, nipote di Abū Barāʾ, era in forte contrasto e competizione con Abū Barāʾ e che voleva assai probabilmente metterlo in grave difficoltà.
Tra i caduti si ricorda Abū Fuhayra, un liberto di Abū Bakr, convertitosi ben prima dell'Egira. Si salvò solo un musulmano: l'Ansar Kaʿb b. Zayd b. al-Najjār, della tribù araba medinese dei Banu Khazraj, che fu creduto già morto dai nemici e che morirà più tardi nella Battaglia del Fossato.